# 小菅丹治 (3代目)
小菅 丹治（こすげ たんじ、1918年12月15日 - 1984年3月4日）は、日本の経営者。東京都出身。

## 経歴
1941年に慶應義塾大学経済学部を卒業。三井物産、佐々木営業部などでの勤務を経て、1948年6月に伊勢丹常務に就任し、1960年6月には社長に昇格し、1984年2月までに務めた。1962年2月には三代目小菅丹治を襲名。
1980年11月に藍綬褒章を受章。
1984年3月4日呼吸不全のために死去。65歳没。